# Penaeaceae
Famille
Classification APG III (2009)
Les Penaeaceae (les Pénaéacées en français) sont une famille de plantes à fleurs dicotylédones de l'ordre des Myrtales. Elle comprend 20 espèces réparties en 7 à 9 genres.
Ce sont de petits arbustes, ressemblant à des bruyères, à feuilles opposées, parcheminées, originaires des régions subtropicales, principalement d'Afrique du Sud.

## Étymologie
Le nom vient du genre type Penaea, donné en hommage au médecin et botaniste français Pierre Pena (1536-1605), assistant du botaniste flamand Mathias de l'Obel (1538-1616).

## Classification
La classification phylogénétique APG III (2009) inclut dans cette famille les genres précédemment placés dans les familles Oliniaceae (le genre Olinia), Rhynchocalycaceae (le genre Rhynchocalyx).

## Liste des genres
Selon Angiosperm Phylogeny Website (1 juin 2010) et DELTA Angio (1 juin 2010) :
- Brachysiphon (es)
- Endonema (es)
- Glischrocolla (es)
- Penaea (en)
- Saltera (es)
- Sonderothamnus (es)
- Stylapterus (es)

Selon NCBI (1 juin 2010) (Plus conforme à APGIII puisqu'il incorpore les genres Olinia, anciennement dans Oliniaceae, et Rhynchocalyx, anciennement dans Rhynchocalycaceae) :
- Brachysiphon
- Endonema
- Glischrocolla
- Olinia (anciennement placé dans Oliniaceae)
- Penaea
- Rhynchocalyx (anciennement placé dans Rhynchocalycaceae)
- Saltera
- Sonderothamnus
- Stylapterus

## Liste des espèces
Selon NCBI (1 juin 2010) :
- genre Brachysiphon
  - Brachysiphon acutus
  - Brachysiphon fucatus
  - Brachysiphon microphyllus
  - Brachysiphon mundii
  - Brachysiphon rupestris
- genre Endonema
  - Endonema lateriflora
  - Endonema retzioides
- genre Glischrocolla
  - Glischrocolla formosa
- genre Olinia
  - Olinia capensis
  - Olinia cymosa
  - Olinia emarginata
  - Olinia radiata
  - Olinia vanguerioides
  - Olinia ventosa
- genre Penaea
  - Penaea acutifolia
  - Penaea cneorum
  - Penaea dahlgrenii
  - Penaea mucronata
- genre Rhynchocalyx
  - Rhynchocalyx lawsonioides
- genre Saltera
  - Saltera sarcocolla
- genre Sonderothamnus
  - Sonderothamnus petraeus
  - Sonderothamnus speciosus
- genre Stylapterus
  - Stylapterus ericifolius
  - Stylapterus ericoides
  - Stylapterus fruticulosus
  - Stylapterus micranthus